# اکتور سلایا
اکتور سلایا (اسپانیایی: Héctor Zelaya‎؛ زادهٔ ۱۲ اوت ۱۹۵۸) بازیکن فوتبال اهل هندوراس بود.
از باشگاه‌هایی که در آن بازی کرده‌است می‌توان به باشگاه فوتبال دپورتیوو لا کرونیا اشاره کرد.
وی همچنین در تیم‌های ملی فوتبال زیر ۲۰ سال هندوراس و هندوراس بازی کرده‌است.